# Partytanz
Ein Partytanz ist ein Gruppentanz mit fest vorgegebener Choreografie, der meist auf ein ebenso fest vorgegebenes Musikstück getanzt wird. In der Regel bestehen Partytänze aus einer 8 bis 16 Takte langen Folge einfacher Tanzfiguren, die beständig wiederholt wird. Partytänze sind daher recht einfach zu erlernen.
Die Begriffe Partytanz und Modetanz fallen häufig gemeinsam, sind aber nicht gleichbedeutend. Partytänze sind genau dann auch Modetänze, wenn sie eine vorübergehende Tanzmode auslösen. Auf die meisten Partytänze trifft dies jedoch nicht zu.
Einer der ältesten Partytänze ist der um 1965 in England entstandene Memphis, der auf das Lied Memphis, Tennessee (1959) von Pat Boone getanzt wird und auch heute noch in Tanzschulen anzutreffen ist. Weitere Beispiele sind der Ententanz, der Time Warp aus dem Film Rocky Horror Picture Show (1975) oder auch La Colita sowie der Macarena und der Tanz des Ketchup Songs (2002).
Fast vergessen sind Tänze der 60er wie Slop, Watusi, Mashed Potato, Shake, Swim, Hully Gully, Letkiss, Teton Mountain Stomp, Memphis und Madison, die meist als Linientanz praktiziert wurden. Ray Charles hat einem Teil davon ein musikalisches und choreografisches Denkmal in dem Film Blues Brothers (1980) gesetzt.